# Handball-Weltmeisterschaft der Frauen 1971
Die 4. Handball-Weltmeisterschaft der Frauen wurde vom 11. bis 19. Dezember 1971 in den Niederlanden ausgetragen. Insgesamt traten neun Mannschaften zunächst in einer Vorrunde in drei Gruppen gegeneinander an. Anschließend folgten die Halbfinalrunden mit sechs Mannschaften in zwei Gruppen, die Trostrunde der Gruppenletzten um die Plätze 7 bis 9 sowie die Platzierungsspiele. Vor 3500 Zuschauern gewann die DDR den Titel durch einen 11:8-Finalsieg gegen Jugoslawien und wurde zum ersten Mal Weltmeister.

## Qualifikation
|                  | Gesamt |                | Hinspiel | Rückspiel | Entscheidungsspiel |
| ---------------- | ------ | -------------- | -------- | --------- | ------------------ |
| Dänemark         | 23:21  | Bulgarien      | 11:8     | 12:13     |                    |
| Schweden         | 12:21  | BR Deutschland | 4:12     | 8:14      |                    |
| Tschechoslowakei | 15:25  | DDR            | 8:14     | 7:11      |                    |
| Norwegen         | 23:15  | Polen          | 12:9     | 11:6      |                    |
| Sowjetunion      | 33:40  | Rumänien       | 14:11    | 10:13     | 9:16               |

## Spielplan

### Vorrunde
Die Gruppenersten und -zweiten qualifizierten sich für die Hauptrunde, die Gruppendritten für die Spiele um die Plätze 7 bis 9.

#### Gruppe A
| Pl. | Land           | Sp. | S | U | N | Tore    | Diff. | Punkte |
| --- | -------------- | --- | - | - | - | ------- | ----- | ------ |
| 1.  | Dänemark       | 2   | 2 | 0 | 0 | 023:180 | +5    | 4      |
| 2.  | BR Deutschland | 2   | 1 | 0 | 1 | 021:190 | +2    | 2      |
| 3.  | Japan          | 2   | 0 | 0 | 2 | 014:210 | −7    | 0      |

| Datum         | Team 1         |   | Team 2         | Resultat    |
| ------------- | -------------- | - | -------------- | ----------- |
| 11. Dez. 1971 | BR Deutschland | – | Japan          | 10:7 (5:4)  |
| 12. Dez. 1971 | Dänemark       | – | Japan          | 11:7 (4:4)  |
| 13. Dez. 1971 | Dänemark       | – | BR Deutschland | 12:11 (7:3) |

#### Gruppe B
| Pl. | Land        | Sp. | S | U | N | Tore    | Diff. | Punkte |
| --- | ----------- | --- | - | - | - | ------- | ----- | ------ |
| 1.  | Jugoslawien | 2   | 1 | 1 | 0 | 026:190 | +7    | 3      |
| 2.  | Rumänien    | 2   | 1 | 1 | 0 | 020:180 | +2    | 3      |
| 3.  | Norwegen    | 2   | 0 | 0 | 2 | 013:220 | −9    | 0      |

| Datum         | Team 1      |   | Team 2   | Resultat    |
| ------------- | ----------- | - | -------- | ----------- |
| 11. Dez. 1971 | Jugoslawien | – | Norwegen | 14:7 (5:3)  |
| 12. Dez. 1971 | Rumänien    | – | Norwegen | 8:6 (4:3)   |
| 13. Dez. 1971 | Jugoslawien | – | Rumänien | 12:12 (9:5) |

#### Gruppe C
| Pl. | Land        | Sp. | S | U | N | Tore    | Diff. | Punkte |
| --- | ----------- | --- | - | - | - | ------- | ----- | ------ |
| 1.  | DDR         | 2   | 2 | 0 | 0 | 024:160 | +8    | 4      |
| 2.  | Ungarn      | 2   | 1 | 0 | 1 | 020:120 | +8    | 2      |
| 3.  | Niederlande | 2   | 0 | 0 | 2 | 011:270 | −16   | 0      |

| Datum         | Team 1 |   | Team 2      | Resultat   |
| ------------- | ------ | - | ----------- | ---------- |
| 11. Dez. 1971 | Ungarn | – | Niederlande | 12:3 (6:1) |
| 12. Dez. 1971 | DDR    | – | Niederlande | 15:8 (8:3) |
| 13. Dez. 1971 | DDR    | – | Ungarn      | 9:8 (4:6)  |

### Hauptrunde
Die Gruppensieger qualifizierten sich für das Finale, die Zweitplatzierten für das Spiel um Platz 3 und die Drittplatzierten für das Spiel um Platz 5.

#### Gruppe 1
| Pl. | Land     | Sp. | S | U | N | Tore    | Diff. | Punkte |
| --- | -------- | --- | - | - | - | ------- | ----- | ------ |
| 1.  | DDR      | 2   | 2 | 0 | 0 | 024:170 | +7    | 4      |
| 2.  | Rumänien | 2   | 0 | 1 | 1 | 021:230 | −2    | 1      |
| 3.  | Dänemark | 2   | 0 | 1 | 1 | 018:230 | −5    | 1      |

| Datum         | Team 1   |   | Team 2   | Resultat    |
| ------------- | -------- | - | -------- | ----------- |
| 15. Dez. 1971 | Rumänien | – | Dänemark | 11:11 (4:3) |
| 16. Dez. 1971 | DDR      | – | Rumänien | 12:10 (7:7) |
| 17. Dez. 1971 | DDR      | – | Dänemark | 12:7 (4:3)  |

#### Gruppe 2
| Pl. | Land           | Sp. | S | U | N | Tore    | Diff. | Punkte |
| --- | -------------- | --- | - | - | - | ------- | ----- | ------ |
| 1.  | Jugoslawien    | 2   | 2 | 0 | 0 | 023:140 | +9    | 4      |
| 2.  | Ungarn         | 2   | 1 | 0 | 1 | 018:220 | −4    | 2      |
| 3.  | BR Deutschland | 2   | 0 | 0 | 2 | 018:230 | −5    | 0      |

| Datum         | Team 1      |   | Team 2         | Resultat    |
| ------------- | ----------- | - | -------------- | ----------- |
| 15. Dez. 1971 | Jugoslawien | – | BR Deutschland | 11:8 (6:3)  |
| 16. Dez. 1971 | Ungarn      | – | BR Deutschland | 12:10 (7:4) |
| 17. Dez. 1971 | Jugoslawien | – | Ungarn         | 12:6 (6:4)  |

### Spiele um die Plätze 7 bis 9
In der Runde wurden die Platzierungen 7 bis 9 ausgespielt.
| Pl. | Land        | Sp. | S | U | N | Tore    | Diff. | Punkte |
| --- | ----------- | --- | - | - | - | ------- | ----- | ------ |
| 7.  | Norwegen    | 2   | 1 | 1 | 0 | 020:190 | +1    | 3      |
| 8.  | Niederlande | 2   | 1 | 0 | 1 | 020:190 | +1    | 2      |
| 9.  | Japan       | 2   | 0 | 1 | 1 | 023:250 | −2    | 1      |

| Datum         | Team 1      |   | Team 2      | Resultat    |
| ------------- | ----------- | - | ----------- | ----------- |
| 15. Dez. 1971 | Norwegen    | – | Japan       | 12:12 (7:6) |
| 16. Dez. 1971 | Norwegen    | – | Niederlande | 8:7 (5:3)   |
| 17. Dez. 1971 | Niederlande | – | Japan       | 13:11 (6:9) |

### Finalrunde

#### Spiel um Platz 5
| Datum         | Team 1         |   | Team 2   | Resultat             |
| ------------- | -------------- | - | -------- | -------------------- |
| 18. Dez. 1971 | BR Deutschland | – | Dänemark | 13:9 (3:5,9:9) n. V. |

#### Spiel um Platz 3
| Datum         | Team 1 |   | Team 2   | Resultat                    |
| ------------- | ------ | - | -------- | --------------------------- |
| 19. Dez. 1971 | Ungarn | – | Rumänien | 12:11 (6:5,9:9,10:10) n. V. |

#### Finale
Im Finale besiegte das Team der DDR die Mannschaft aus Jugoslawien vor 3.500 Zuschauern mit 11:8 (5:4).
| Datum         | Team 1 |   | Team 2      | Resultat   |
| ------------- | ------ | - | ----------- | ---------- |
| 19. Dez. 1971 | DDR    | – | Jugoslawien | 11:8 (5:4) |

## Aufstellungen
Das Team der DDR, das Weltmeister wurde, bestand aus: Kristina Hochmuth (5 Spiele / 19 Tore), Waltraud Kretzschmar (5/12), Maria Winkler (5/9), Bärbel Braun (4/6), Petra Kahnt (5/6), Waltraud Mester (5/4), Barbara Helbig (5/2), Barb Heinz (4/1), Renate Breuer (2/0), Barbara Starke (3/0), Hannelore Zober (5/0), Hannelore Burosch (0/0), Edelgard Rothe (0/0), Adelheid Dobrunz (0/0), Liane Michaelis (0/0) und Brigitte Lück (0/0). Trainer waren Hans Becker und Harry Becker.
Für die westdeutsche Mannschaft, die Platz 5 belegte, traten an: Gerda Reitwießner (4 Spiele / 14 Tore), Gisela Meeser (4/6), Heike Schukies (4/6), Irene Herchenbach (5/6), Waltraud Jakob (5/5), Veronika Kind (4/4), Gesine Küster (2/2), Anita Buchert (3/2), Hannelore Kosbi (3/2), Dörte Klüß (4/2), Gisela Doerks (3/1), Waltraud Hadamke (3/1), Dagmar Ziebert (5/1), Ilona Keßler (1/0), Hannelore Menzel (3/0) und Monika Eichenauer (4/0).

## Beste Torschützinnen
| Pl. | Spieler           | Team        | Treffer |
| --- | ----------------- | ----------- | ------- |
| 1.  | Hidejo Taramizu   | Japan       | 22      |
| 2.  | Mara Torti        | Jugoslawien | 20      |
| 3.  | Kristina Hochmuth | DDR         | 19      |